# Halobacterium noricense
A Halobacterium noricense ősbaktérium (archea) faj, melyet először egy alpesi, perm korabeli sólerakódásból származó furatmagból izoláltak. Típustörzse A1 (DSM 15987T, ATCC BAA-852T, NCIMB 13967T).